# Shinnersia
Shinnersia, monotipski rod glavočika iz podtribusa Trichocoroninae,  dio tribusa Eupatorieae.. Jedina vrsta je S. rivularis iz Sjeverne Amerike, nekad uključivana u rod Trichocoronis.

## Opis
To je vodena brzorastuća biljka iz Sjeverne Amerike, domovina su joj Teksas i Meksiko (Coahuila i Nuevo Leon). Među akvaristima, gdje je popularna jer može rasti i potpuno potopljeno kao i iznad vode, poznata je kao meksički hrastov list (Mexican Oak Leaf). Mekani listovi su nasuprotno raspoređeni duž stabljike i imaju dekorativan, karakteristično režnjevit oblik, nalik na lišće hrasta (Quercus). Kada se uzgajaju pod vodom, svijetlo su zelene, također s crvenkasto-smeđim nijansama, uz dobro osvjetljenje.

## O uzgoju
Shinnersia rivularis je izrazito brzorastuća biljka sa širokim rasponom tolerancije. Tvrdoća vode i pH vrijednost su zanemarivi, temperatura može varirati između 18 i 30 °C, no osvjetljenje treba biti barem umjereno. Stabljike brzo rastu prema površini gdje bi plutale kad se ne bi podrezale i ponovno posadile. Raste i slobodno plutajući na površini, ne sadi se u zemlju.

## Sinonimi
- Trichocoronis rivularis A.Gray in Mem. Amer. Acad. Arts, n.s., 4(1): 66 (1849)